# David G. Hartwell

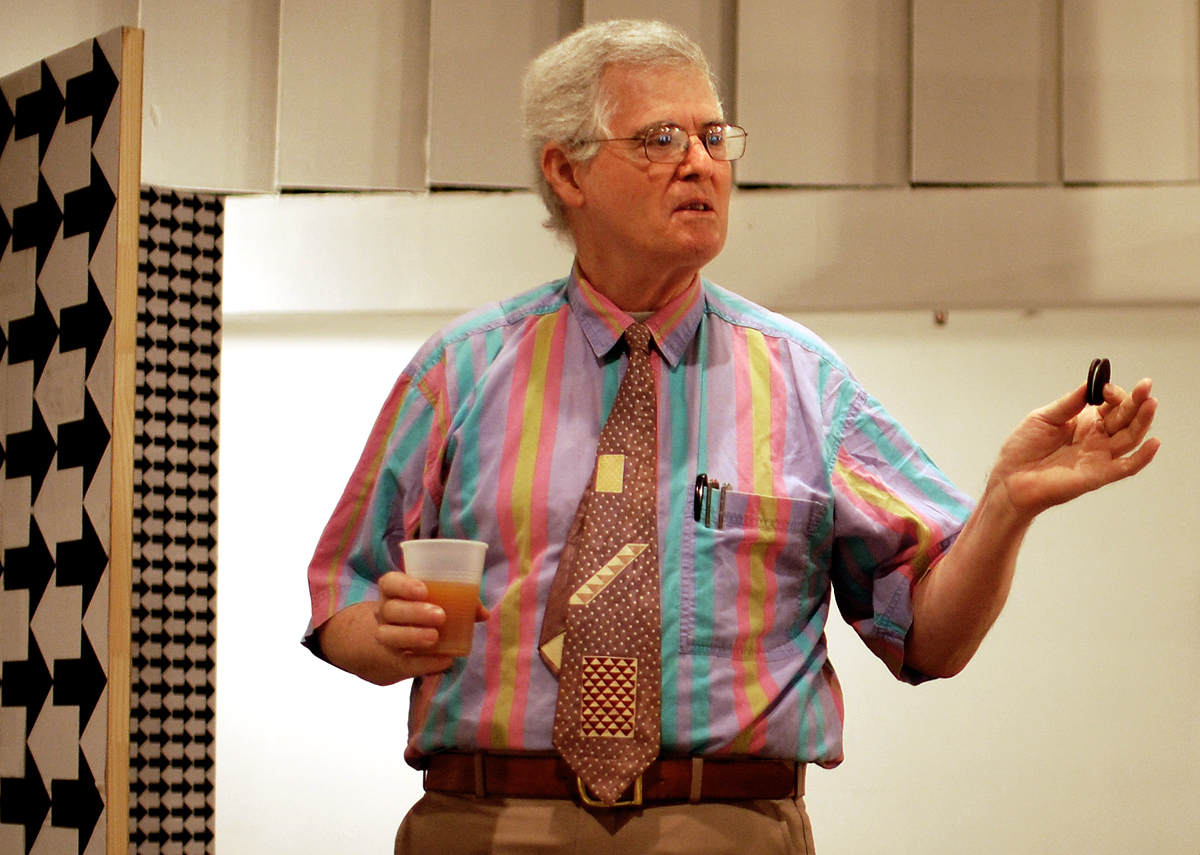
Hartwell in 2008

David G. Hartwell (Salem, 10 juli 1941 – Pleasantville, 20 januari 2016) was een Amerikaanse redacteur van sciencefiction, fantasy en horror. Hij heeft talrijke bloemlezingen gepubliceerd. Samen met zijn vrouw, Kathryn Cramer, was hij redactie van The New York Review of Science Fiction. Hij was ook hoofdredacteur sinds 1995 bij Tor/Forge Books.
Elk jaar publiceerde hij twee invloedrijke bloemlezingen: Year's Best SF en Year's Best Fantasy. Hij was vaak genomineerd voor de Hugo Award in de categorie beste professionele redacteur, maar heeft de prijs nooit gewonnen. Meestal werd hij verslagen door Gardner Dozois. Hartwell won in 1988 de World Fantasy Award voor zijn bloemlezing The Dark Descent.
Hartwell overleed op 74-jarige leeftijd nadat hij op zijn hoofd was gevallen.